# Männiku (Märjamaa)
Männiku est un village estonien situé sur la commune de Märjamaa dans le comté de Rapla.
Il y a 18 habitants (2021)